# 明和薬品 (岡山県)
明和薬品株式会社（めいわやくひん）は、医薬品・一般用医薬品の卸売を中心とする日本の企業であった。現在は東邦薬品グループの一社「セイナス」である。

## 概要
- 本社は岡山県岡山市丸亀町17
- 代表取締役社長　近藤種四郎

## 沿革
- 昭和10年創業
- 昭和21年「明和薬品株式会社」設立
- 昭和39年12月岡山市の「明和薬品」・倉敷市の「ダテ薬局」卸部門・津山市の「津山薬品」卸部門が合併し岡山市に「新和薬品株式会社」設立

## 主な取引メーカー
- 三共
- 中外製薬